# Chickasaw (Alabama)
 Denne artikel omhandler byen Chickasaw (Alabama). Der er også andre byer med dette navn, se Chickasaw (flertydig).
Chickasaw er en by i den sydøstlige del af staten Alabama i USA med 6.457 (2020) indbyggere.
Chickasaw ligger i det amerikanske county Mobile County og er en del af storbyen Mobiles storbyområde.